# Kégham Kerestedjian
Kégham Kerestedjian (arménien : Գեղամ Քերեսթէճեան), né le 3 septembre 1892 à Constantinople (Empire ottoman) et mort le 10 novembre 1981 à Paris, est un écrivain, musicologue et chef de chœur arménien.